# Janet Maslin
Janet Maslin (New York, 12 agosto 1949) è una giornalista e critica cinematografica statunitense.

## Biografia
Critica cinematografica del New York Times dal 1977 al 1999 e critica letteraria del quotidiano dal 2000 al 2015.
La sua attività giornalistica e la passione per il cinema indipendente sono trattati in For the Love of Movies: The Story of American Film Criticism, del 2009; in tale documentario, la critica della rivista Entertainment Weekly Lisa Schwarzbaum, riferendosi alla Maslin, ricordò il piacere ricevuto dall'avere una donna a capo delle recensioni del New York Times.
Janet Maslin si laureò presso la University of Rochester nel 1970 con il titolo accademico di bachelor e con una specializzazione in matematica.
Entrò in un secondo tempo nel giornalismo musicale occupandosi di rock e collaborando con The Boston Phoenix e Rolling Stone.
Fu moglie del produttore discografico Jon Landau.
Dopo essersi sposata nuovamente con lo scrittore Benjamin Cheever, si trasferì assieme a lui e ai suoi due figli a Pleasantville (New York).